# Frederick Robbins
Pour les articles homonymes, voir Robbins.
Frederick Chapman Robbins, né le 25 août 1916 à Auburn dans l'Alabama aux États-Unis et mort le 4 août 2003, est un médecin virologue américain. Il reçoit le Prix Nobel de médecine en 1954.

## Biographie
En 1954, il est corécipiendaire du Prix Nobel de médecine avec John Enders et Thomas Weller pour leurs travaux sur l'isolation et les méthodes de culture du poliovirus.